# Alan Charlton
Alan Charlton (Sheffield, 1948) è un artista britannico considerato uno dei più importanti artisti concettuali in Inghilterra.

## Biografia
Alan Charlton nasce a Sheffield nel 1948. Vive e lavora a Londra.
Dopo aver studiato pittura alla Sheffield School of Art, ha proseguito gli studi presso la Camberwell School of Art (1966-1969) e la Royal Academy Schools (1969-1972) a Londra. Fin dai primi anni Settanta dipinge monocromi grigi e si concentra sulla fisicità, l'uniformità e il metodo.
Nel 1972 inaugura le sue prime mostre personali alla Konrad Fischer Galerie di Düsseldorf, alla Nigel Greenwood e alla Whitechapel Art Gallery a Londra.
Le caratteristiche costanti del lavoro di Charlton, come l'utilizzo del colore grigio e la definizione della geometria delle forme, vengono riassunte nella dichiarazione: “I am an artist who makes a grey painting”. Per realizzare i telai dei dipinti Charlton utilizza un tipo di legname che ha uno spessore di 4,5 cm ed a partire da questa misura si determinano le dimensioni dell'opera. Parlando del suo lavoro in un'intervista, l'artista spiega: "I dipinti sono sempre realizzati nello stesso modo. La misura è 4,5 cm, la tela è sempre dello stesso tipo di cotone ed il colore è sempre grigio. Con questi elementi, che restano sempre invariati, cerco di creare opere diverse".
Dal 1972 ad oggi si sono tenute sue numerose mostre personali in diverse gallerie, quali la galleria Art & Project ad Amsterdam, la galleria Leo Castelli Gallery a New York, la Galerie Liliane & Michel Durand-Dessert a Parigi e la Lisson Gallery a Londra. Inoltre ha inaugurato esposizioni personali in spazi pubblici e musei come lo Stedelijk Van Abbemuseum a Eindhoven (1976 e 1982), il Museum Haus Esters a Krefeld (1992), il Museum Moderner Kunst Landkreis Cuxhaven a Otterndorf (1997) e il Museum Kurhaus Kleve-Ewald Mataré-Sammlung Archiviato il 22 maggio 2018 in Internet Archive. a Kleve (2002).
Tra le sue partecipazioni a mostre collettive e rassegne s può ricordare Documenta 7 a Kassel nel 1982 e, più recentemente, Temi & Variazioni. Dalla grafia all’azzeramento alla Collezione Peggy Guggenheim di Venezia e Fundamental Painting alla Tate Britain di Londra (2010), Immagine della Luce. Artisti della contemporaneità internazionale per Villa Clerici alla Galleria d’Arte Sacra dei Contemporanei di Villa Clerici a Milano (2012), Steven Aalders Alan Charlton Ulrich Erben presso la Walter Storms Galerie di Monaco (2016), Carlos Cruz-Diez & la Donation Albers-Honegger. Dialogues concrets all’Espace de l’art concret di Mouans Sartoux (2017) e Reflection about about Reflection alla Galerie Tschudi di Zuoz (2018).

## Mostre

### Esposizioni personali (selezione)
- Konrad Fischer Galerie, Düsseldorf, 1972.
- Nigel Greenwood, Londra, 1972.
- Whitechapel Art Gallery, Londra, 1972.
- Art & Project, Amsterdam, 1974.
- Leo Castelli Gallery, New York, 1976.
- Galerie Liliane & Michel Durand-Dessert, Parigi, 1977.
- Stedelijk Van Abbemuseum, Eindhoven, 1982.
- Palais Saint Pierre - Musée des Beaux-Arts de Lyon, Lione, 1987.
- Musée d'art moderne de la Ville de Paris, Parigi, 1989.
- Victoria Miro, Londra (con Ulrich Rückriem), 1989.
- Castello di Rivoli, Rivoli, 1989
- Alfonso Artiaco, Pozzuoli, 1990
- Galerie nächst St. Stephan Rosemarie Schwarzwälder, Vienna, 1990.
- Galerij S65, Aalst, 1990.
- Louver Gallery, New York, 1991.
- Hallen für Neue Kunst, Schaffhausen, 1991.
- ICA. Institute of Contemporary Art, London, 1991.
- Museum Haus Esters, Krefeld, 1992.
- Kunsthaus Glarus, Glarus, 1993.
- Studio d’arte contemporanea Pino Casagrande, Roma, 1994.
- A arte Studio Invernizzi, Milano, 1994
- Carré d’Art, Musée d’Art Contemporain, Nîmes, 1997.
- Museum Moderner Kunst Landkreis Cuxhaven, Otterndorf, 1997
- Alan Charlton: Grey Division. A Portfolio of Four Prints, Museum Kurhaus Kleve-Ewald Mataré-Sammlung Archiviato il 22 maggio 2018 in Internet Archive., Kleve, 2002.
- Galerie Jean Brolly, Parigi, 2007.
- Museum Kurhaus Kleve - Ewald Mataré-Sammlung Archiviato il 22 maggio 2018 in Internet Archive., Kleve, 2008
- Couvent de La Tourette, Éveux, 2011.
- Patrick de Brock Gallery, Knokke-Heist, 2012.
- Slewe Gallery, Amsterdam, 2015.
- Galerie Tschudi, Zuoz, 2015.
- Gallery Shilla, Daegu, 2015.
- Galerie Jean Brolly, Parigi, 2016.
- Konrad Fischer Galerie, Berlino, 2017.
- Noire Gallery, Torino, 2017.

### Esposizioni collettive (selezione)
- Documenta 7, Kassel, 1982.
- Inaugural Exhibition, Castello di Rivoli, Rivoli, 1984.
- Collection Agnès et Frits Becht, Centre Régional d'Art Contemporain Midi-Pyrénées, Tolosa, 1987.
- Colour Alone, the Monochrome Experience, Palais Saint Pierre - Musée des Beaux-Arts de Lyon, Lione, 1988.
- Hommage aan Vincent van Gogh, Haags Gemeente Museum, L'Aia, 1990.
- Espace Liberé. Espace de l'Art Concret, Château de Mouans-Sartoux, Mouans-Sartoux, 1993.
- Singular Dimensions in Painting, Solomon R. Guggenheim Museum, New York, 1993.
- Conversation Pieces, Institute of Contemporary Art, Philadelphia, 1994.
- Monochrome Geometrie, Sammlung Goetz, Monaco, 1996.
- L’art au futur antérieur, Musée de Grenoble, Grenoble, 2004.
- Beyond geometry, Los Angeles County Museum of Art, Los Angeles; Miami Art Museum, Miami, 2004.
- Temi & Variazioni. Dalla grafia all’azzeramento, Collezione Peggy Guggenheim, Venezia, 2009.
- Arte Natura Poesia. Interventi a Morterone, Morterone, 2010.
- Fundamental Painting, Tate Britain, Londra, 2010.
- Alan Charlton Ulrich Rückriem Niele Toroni. Traiettorie dell’equilibrio, A arte Studio Invernizzi, Milano, 2011.
- About Painting, ABC Art Berlin Contemporary, Berlino, 2011.
- Immagine della Luce. Artisti della contemporaneità internazionale per Villa Clerici, Galleria d’Arte Sacra dei Contemporanei di Villa Clerici, Milano, 2012.
- Les 10 ans de la Galerie Jean Brolly, Bastille Design Center, Parigi, 2012.
- Morterone: una soglia poetica. Natura Arte Poesia, Palazzo delle Paure, Lecco, 2014.
- Light, Color, Form. Polychrome Harmonies, Modern Gallery, László Vass Collection, Veszprém, 2016.
- Carlos Cruz-Diez & la Donation Albers-Honegger. Dialogues concrets, Espace de l’art concret, Mouans Sartoux, 2017.